# وحدة تحكم طرفية
وحدة تحكم طرفية (بالإنجليزية: Remote terminal unit)‏ هي جهاز إلكترونى معتمد على المعالج الصغري في عملية التحكم، حيث يتصل هذا الجهاز فيزيائياً مع العالم عن طريق نظام التحكم الموزع أو نظام سكادا من خلال بث بيانات قياس عن بعد.